# Petter Bergman
Per Olov (Petter) Bergman, född 3 februari 1934 i Stockholm, död där 20 augusti 1986, var en svensk författare, översättare och litteraturkritiker.

## Biografi
Bergman blev fil. kand. vid Stockholms högskola 1956 och var litteraturkritiker i Arbetaren 1952–1955, i Morgon-Tidningen 1955 och i Aftonbladet från 1956, samt i Bonniers Litterära Magasin och Vi. Han var även medlem i redaktionen för tidskriften Upptakt 1955–58.
Som poet debuterade Bergman med Varje skiftande gestalt (1952) i Metamorfosgruppens stencilserie. Hans tidigare poesi, t.ex. i diktsamlingarna Ord till musiken (1956) och Dagar, besinning (1958) har beskrivits som musikalisk och formmässigt virtuos reflexions- och centrallyrik. I Den 20 december och andra dikter (1968) introduceras ett politiskt engagemang och en sakligare ton, medan hans senare verk, t.ex. Närvaron i tiden (1973), Årstiderna (1979) och Barndomens gator (1983), uppvisar en melankolisk grundton.
Bergman var även verksam som översättare av i synnerhet engelskspråkig lyrik, exempelvis W.H. Auden och Alexander Pope.

### Privatliv
Petter Bergman var son till medicinalrådet Rolf Bergman och Harriet, född Rogberg. Han var 1956–60 gift med Ann Lindegren och från 1963 med Jonna Zennström, född Börgesen.
Bergman är gravsatt i minneslunden på Hässelby begravningsplats.

### Samlade upplagor och urval
- Utsatt i musiken : dikter 1957-1973. FIB:s lyrikklubbs bibliotek, 0425-5232 ; 184. Stockholm: FIB:s lyrikklubb/Tiden. 1975. Libris 7420364. ISBN 9155018793
- Jag talar om någonting som är verkligt : dikter i urval. Stockholm: Bonnier. 1994. Libris 7149169. ISBN 9100558060

### Redaktör
- Engelsk lyrik /i urval och tolkning av Petter Bergman & Göran Printz-Påhlson. All världens lyrik. Stockholm: Bonnier. 1968. Libris 8074203
- Oh yeah! : en antologi om jazz i dikt och bild. Accent (1970), 0280-199X ; 4. Stockholm. 1971. Libris 774421
- Taube, Evert (1965). Jag går i mina tankar / dikter i urval av Petter Bergman. Kammarbiblioteket. Stockholm: Bonnier. Libris 1383201

### Översättningar
- Åtta engelska poeter : Alfred Alvarez ... / i urval och tolkning av Petter Bergman & Göran Printz-Påhlson. FIB:s lyrikklubbs bibliotek, 0425-5232 ; 37. Stockholm: FIB:s lyrikklubb. 1957. Libris 8073300
- Schisgal, Murray (1964). Kontoristerna ; Tigern. Stockholm: Stockholms stadsteater. Libris 13962869
- Auden, W. H (1965). Och i vår tid : dikter. Svalans lyrikklubb, 0586-0326 ; 8. Stockholm: Bonnier. Libris 811122
- Schisgal, Murray (1966). Kääärlek : en fars om det absurda. Solna: Riksteatern. Libris 14979725
- Cohen, M. Charles (1971). Telefonväktaren : radiopjäs. Stockholm: Sveriges radio. Libris 21179737

## Priser och utmärkelser
- 1956 – Stipendium ur Albert Bonniers stipendiefond för yngre och nyare författare
- 1958 – Boklotteriets stipendiat
- 1961 – Boklotteriets stipendiat
- 1964 – Boklotteriets stipendiat
- 1971 – Ferlinpriset
- 1974 – Carl Emil Englund-priset för Närvaron i tiden
- 1975 – Bellmanpriset
- 1983 – Sveriges Radios lyrikpris